# Isabel Allende
Isabel Allende Llona (n. 2 august 1942, Lima, Peru) este o scriitoare chiliano-americană. Isabel Allende, care a scris în stilul realismului magic, este considerată a fi una dintre primele scriitoare de succes din America Latină. După răsturnarea președintelui chilian Salvador Allende de la putere, de către generalul Pinochet, Isabel Allende s-a refugiat în Venezuela unde a lucrat timp de cincisprezece ani ca ziaristă înainte de a-și publica primul roman, Casa spiritelor, în 1982.

## Biografie
S-a născut pe 2 august 1942 în orașul Lima, capitala statului Peru, dar, după ce tatăl ei a abandonat familia atunci când ea avea vârsta de doar trei ani, a fost adusă în Chile, unde a copilărit în casa bunicului ei. Ca urmare a faptului că mama ei s-a recăsătorit cu un diplomat, Isabel a călătorit mult în perioada următoare. S-a întors apoi în Chile, unde a trăit pentru o vreme. În urma răsturnării de la putere a președintelui Allende în anul 1973 prin lovitura de stat a generalului Augusto Pinochet, Isabel Allende a părăsit Chile și s-a refugiat ca exilat politic în Venezuela, unde a locuit pentru o perioadă de 15 ani și a lucrat ca ziaristă. A început în acest timp o carieră de scriitoare, iar romanul ei de debut, Casa spiritelor, a obținut un mare succes pe plan internațional și a devenit bestseller. S-a stabilit ulterior în Statele Unite ale Americii, unde a locuit în statul California. A înființat o fundație care are ca scop ajutorarea refugiaților și susținea că „avem nevoie de politici umane și de acorduri internaționale pentru a rezolva problemele în locurile de origine, astfel încât oamenii să nu fie forțați să-și părăsească casa și pentru a oferi resurse de bază și un loc sigur celor care sunt în mișcare”.
A publicat 28 de cărți, care au fost traduse în mai mult de 50 de limbi și vândute în peste 77 milioane de exemplare. În cursul carierei sale, a obținut peste 60 de premii și distincții, printre care titlul francez de Chevalière des Arts et des Lettres (1994), Medalia Prezidențială pentru Libertate (2014) și Medal for Distinguished Contribution to American Letters (în cadrul National Book Award din 2018).

## Opere
O parte din operele lui Isabel Allende au fost traduse în limba română și sunt publicate în România de Editura Humanitas.
- La casa de los siete espejos (piesă de teatru) (1975).
- La casa de los espíritus (romanul de debut) (1982) – traducere în limba română Casa spiritelor
- La gorda de porcelana (1984)
- De amor y de sombra (1984) – traducere în limba română Despre dragoste și umbră
- Eva Luna (1987) – traducere în limba română Eva Luna
- Cuentos de Eva Luna (1989) – traducere în limba română Povestirile Evei Luna
- El plan infinito (1991) – traducere în limba română Planul infinit
- Paula (1994) – traducere în limba română Paula
- Afrodita (1997)
- Hija de la fortuna (1999) – traducere în limba română Fiica norocului
- Retrato en sepia (2000) – traducere în limba română Portret în sepia
- La ciudad de las bestias (2002) - Orașul fiarelor
- Mi país inventado (2003) – traducere în limba română Țara mea inventată
- El reino del dragón de oro (2003) - Regatul Dragonului de Aur
- El bosque de los pigmeos (2004) - Pădurea pigmeilor
- El Zorro: Comienza la leyenda (2005) – traducere în limba română Zorro. Începe legenda
- Inés del alma mía (2006) – traducere în limba română Inés a sufletului meu
- La suma de los días (2007) – traducere în limba română Suma zilelor
- La Revolución desarmada (2007)
- La isla bajo el mar (2010) – traducere în limba română Insula de sub mare
- El Cuaderno de Maya (2011) – traducere în limba română Caietul Mayei
- El juego de Ripper (2014) – traducere în limba română Jocul Ripper
- El amante japonés (2015) – traducere în limba română Amantul japonez
- Más allá del invierno (2017) – traducere în limba română Dincolo de iarnă ISBN: 1501178156[25]
- Largo pétalo de mar (2019) – traducere în limba română O lungă petală de mare
- Violeta (roman)|Violeta (2022) – traducere în limba română Violeta[26]
- El viento conoce mi nombre (2023) – traducere în limba română Numele mi-l știe vântul[27][28][29][30]

## Traduceri în limba română
- Casa spiritelor, traducere din spaniolă de Cornelia Rădulescu, Editura Humanitas, 2004, ISBN 973-50-0440-2
- Țara mea inventată, traducere din spaniolă de Cornelia Rădulescu, Editura Humanitas, 2005, ISBN 973-50-1069-0
- Eva Luna, traducere din spaniolă de Cornelia Rădulescu, Editura Humanitas, 2006, ISBN 973-50-1253-7
- Povestirile Evei Luna, traducere din spaniolă de Radu Niciporuc, Editura Humanitas, 2007, ISBN 978-973-50-1611-1
- Paula, traducere din spaniolă de Cornelia Rădulescu, Editura Humanitas, 2007, ISBN 978-973-689-158-8
- Planul infinit, traducere din spaniolă de Cornelia Rădulescu, Editura Humanitas, 2010, ISBN 978-973-689-341-4
- Dragoste, traduceri din spaniolă de Cornelia Rădulescu și Radu Niciporuc, ilustrații de Ana Juan, Editura Humanitas Fiction, 2014, ISBN 978-973-689-674-3
- Amantul japonez, traducere din spaniolă de Cornelia Rădulescu, Editura Humanitas Fiction, 2016, ISBN 978-606-779-001-6
- Dincolo de iarnă, traducere de Cornelia Rădulescu, Editura Humanitas Fiction, 2018, ISBN 978-606-779-305-5
- Caietul Mayei, Editura Humanitas Fiction, 2018, ISBN 978-606-779-31-09
- O lungă petală de mare, traducere din spaniolă de Cornelia Rădulescu, Editura Humanitas Fiction, 2020, ISBN 978-606-779-628-5
- Ce vrem noi, femeile? Despre dragostea nerăbdătoare, viața lungă și ursitoarele bune, traducere din spaniolă de Cornelia Rădulescu, Editura Humanitas Fiction, 2020, ISBN 978-606-779-726-8
- Jocul Ripper, Editura Humanitas, 2021, ISBN 978-606-779-85-84
- Violeta, Editura Humanitas Fiction, 2022, ISBN 978-606-779-946-0
- Paula, traducere din spaniolă de Cornelia Rădulescu, Editura Humanitas, 2024, ISBN 978-606-097-39-59
- Numele mi-l știe vântul, traducere din spaniolă de Cornelia Rădulescu, Editura Humanitas Fiction, 2024, ISBN 978-606-097-368-3
- Eu sunt Emilia del Valle, traducere din spaniolă Cornelia Rădulescu, Editura Humanitas Fiction, 2025, ISBN 978-606-097-577-9

## Adaptări
- 1993 Casa spiritelor (The House of the Spirits), regia Bille August, cu Meryl Streep și Jeremy Irons